# Marguerite Bervoets

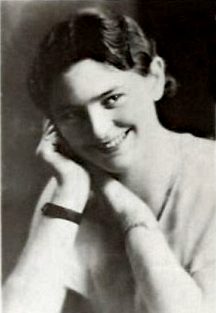
Marguerite Bervoets

Marguerite Bervoets (* 6. März 1914 in La Louvière; † 7. August 1944 in Wolfenbüttel) war eine belgische Widerstandskämpferin gegen den Nationalsozialismus.

## Schule und Studium
Sie war die einzige Tochter von Jules Bervoets (1879–1958), Handelsvertreter Tabak und Wein, und Olivia, geborene Blondiaux (1887–1962), Schulleiterin am Lycée in Mons.
Bervoets studierte Philosophie und Romanistik an der Universität in Brüssel mit dem Abschlussdiplom 1936. Sie lebte während der deutschen Besatzung ab 1940 in Tournai und lehrte dort an der Pädagogischen Hochschule, heute: Haute École en Hainaut.

## Widerstand und Verhaftung
1941 trat sie der belgischen Resistance bei. Sie verbreitete Flugschriften, versteckte Waffen, unterstützte den alliierten Nachrichtendienst und koordinierte die Zusammenarbeit der Widerstandsgruppen in Lille und Tournai.
Am 8. August 1942 wurde sie beim Fotografieren von militärischen Einrichtungen auf dem Militärflugplatz Chièvres zusammen mit der Krankenschwester Cécile Detournay (1911–1970) festgenommen. Bei ihr zu Hause wurden Propagandamaterial und Schusswaffen entdeckt.
Beide wurden mehrere Monate in Mons inhaftiert und am 13. Juni 1944 als NN-Gefangene, unter der Nummer NN448 nach Deutschland deportiert und in verschiedene Haftanstalten verlegt, zuletzt in das Zwangsarbeiterlager im Dorf Mesum.

## Haft und Hinrichtung
Ihr wurde der Prozess gemacht. Am 22. März 1944 verurteilte sie der Volksgerichtshof, 2. Senat, er tagte in Leer, zum Tode und Cécile Detournay zu acht Jahren Zwangsarbeit. Am 7. August 1944, 11.00 Uhr, wurde sie in das Strafgefängnis Wolfenbüttel, eine Zentrale Hinrichtungsstätte, eingeliefert, wo der Scharfrichter Friedrich Hehr die Exekution durchführte. Sie starb um 18.34 Uhr ohne Wissen der Eltern unter dem Fallbeil. Anfang September 1944 trafen die US-Truppen in ihrer Heimat ein.
Auf dem Hauptfriedhof Wolfenbüttel beerdigt, wurde sie nach dem Krieg exhumiert und nach Belgien zurückgeführt. Ihre letzte Ruhestätte zusammen mit 240 weiteren Kämpfern fand sie im Ehrenhain, Stadtfriedhof Mons.
Im Abschiedsbrief an ihre Eltern kurz vor ihrer Hinrichtung schrieb sie über die Deutschen:
Ich bitte euch, habt keinen Hass gegen das deutsche Volk. Es ist gut, wie all die anderen und es ist friedliebend. Ich wusste oft seine Güte und seinen Mut zu schätzen. Wie wir, ist es Opfer einer Gewalteruption, eines historischen Vulkanismus ohne Beispiel, der enden wird.

## Gedenkorte
- Denkmal im Hof der ehemaligen Mittelschule in La Louvière, Rue de Bouvy, heute: L'Athénée Royal de La Louvière, am 17. November 1946 eingeweiht, lebensgroße Statue einer Widerstandskämpferin mit Gewehr von Hector Brognon (1888–1977), gewidmet ihr und der Widerstandskämpferin Laurette Demaret (1921–1944), beide gingen hier zur Schule.
- Gedenktafel im Eingang der Pädagogischen Hochschule, wo sie lehrte, Tournai, Rue des Carmes, ehemals: ISEP = Institut supérieur d'Enseignement pédagogique, heute offiziell Haute École en Hainaut.

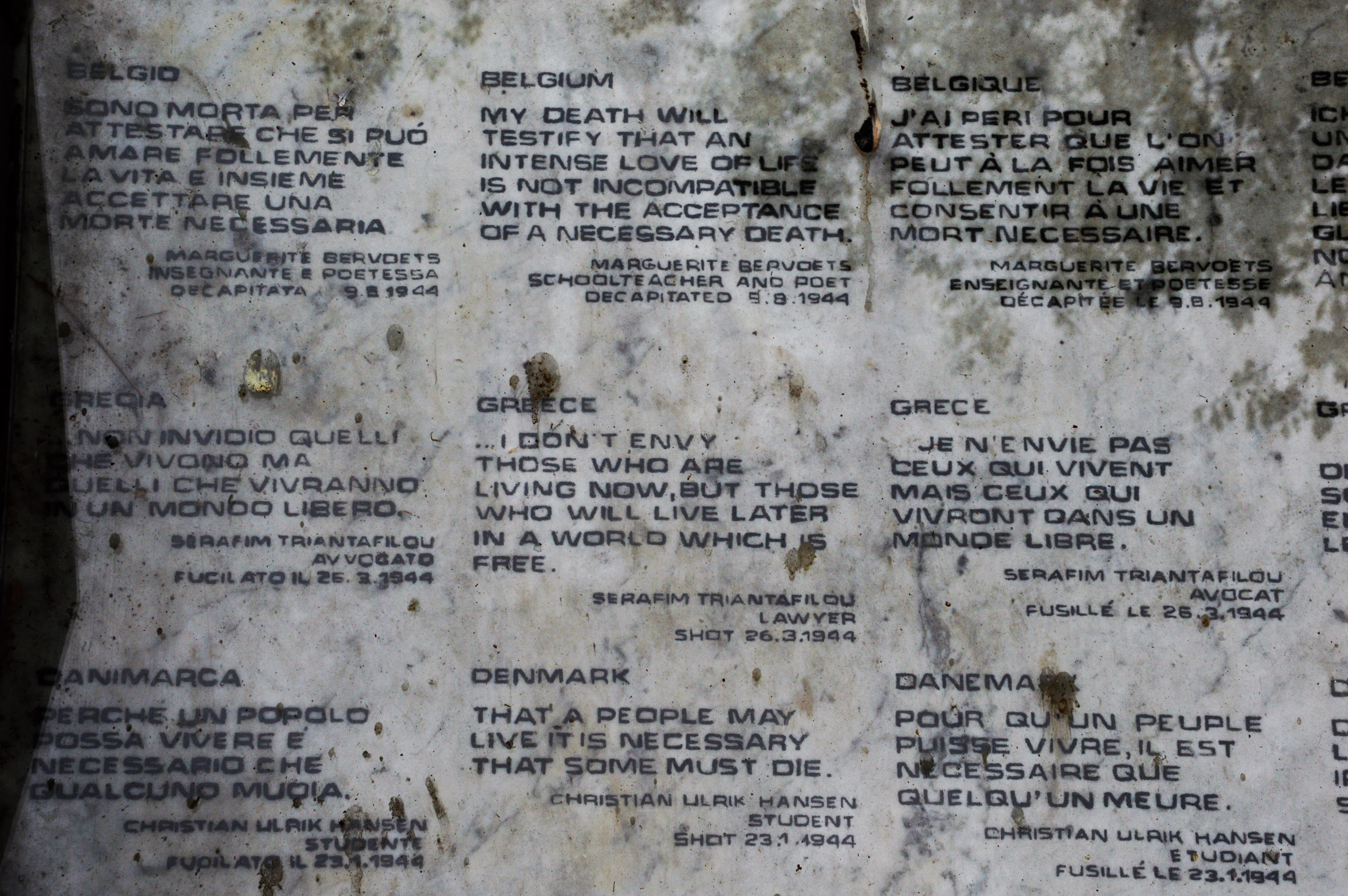
Gedenktafel Como

- Gedenktafel mit Zitat aus ihrem Abschiedsbrief und Kurzbiographie in mehreren Sprachen am Denkmal Monumento alla Resistenza europea in Como: Ich bin gestorben, um zu bezeugen, dass man das Leben wahnsinnig lieben und gleichzeitig einen notwendigen Tod akzeptieren kann.
- Grabplatte auf dem Stadtfriedhof Mons, Gedenkort: La Pelouse d'honneur, Lieu de repos des ancients combattants, Mons Communal Cemetry.
- Namensgebung, mehrere Straßen in Belgien und auch in Frankreich.
- Namensgebung, Lyzeum in Mons, heute: Athénée Royal Marguerite Bervoets, Avenue Maistriau; hier verbrachte sie ihre letzten drei Schuljahre, war ihre Mutter Schulleiterin.